# Lixisol

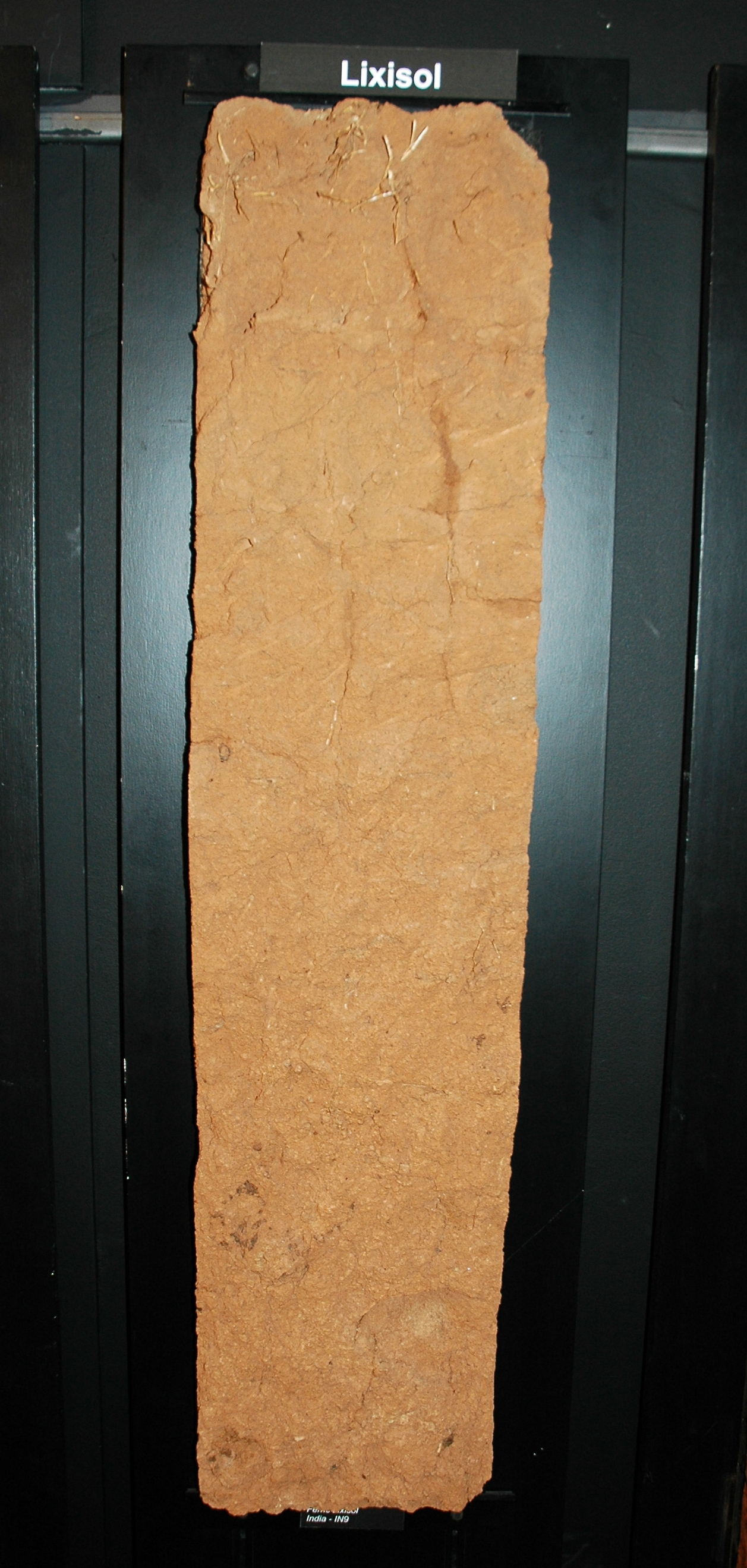
Lixisol (India)

Een Lixisol (in de World Reference Base for Soil Resources) is een sterk verweerde bodem met een matig tot hoge basenverzadiging.
Deze bodems worden bovendien gekenmerkt door een goed ontwikkelde klei-inspoelingshorizont met een lage kationenomwisselingscapaciteit. Het onderliggende moedermateriaal bestaat uit ongeconsolideerd, sterk verweerd en sterk uitgespoeld materiaal met fijne textuur. Lixisolen stonden vroeger ook wel bekend als Rood-Gele Podzols. Ze komen overeen met subgroepen van de Alfisols in de USDA Soil Taxonomy. Op de FAO-Unesco bodemkaart uit 1973 werden ze nog tot de Luvisols gerekend.
Deze bodems komen vooral voor in een droge tropische, subtropische of warm gematigde klimaten met een uitgesproken droge tijd. Veel Lixisolen zijn gevormd onder vochtigere klimaatomstandigheden in het verleden. Lixisolen komen vaak voor in combinatie met Acrisolen, Alisolen en Luvisolen. De verschillen tussen deze bodems bestaan vooral uit bodemchemische kenmerken, die in het veld vaak moeilijk herkenbaar zijn.
Lixisolen zijn bodems met weinig beschikbare nutriënten. De chemische eigenschappen van Lixisols zijn echter gunstiger dan die van Ferralsols, Alisols of Acrisols, vanwege de hogere pH en het vrijwel afwezig zijn van aluminium toxiciteit. Door de lage kationenomwisselingscapaciteit kan een Lixisol maar weinig nutriënten vasthouden, zodat het regelmatig toedienen van meststoffen en kalk noodzakelijk is voor het verbouwen van gewassen. Lixisols waarvan de bovenste humusrijke horizont is verdwenen zijn gevoelig voor erosie door de lage aggregraatstabiliteit. Vormen van extensieve veeteelt komen vaak voor in gebieden met een vrij natuurlijke begroeiing zoals savanne of open bos.
Ongeveer 435 miljoen hectare van het landoppervlak van de aarde bestaat uit Lixisolen. Meer dan de helft van deze bodems komen voor in Afrika ten zuiden van de Sahelzone en in Oost-Afrika. Een kwart vinden we in Latijns-Amerika en het overige deel in op het Indische subcontinent, Zuidoost-Azië en Australië.

## Literatuur

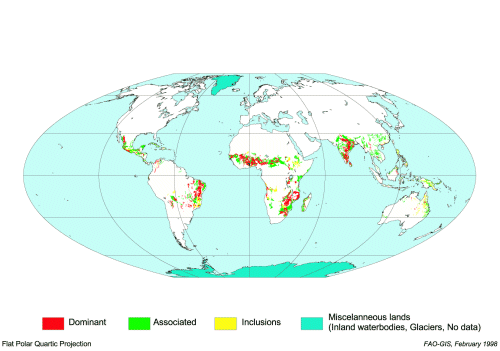
Voorkomen van Lixisols